# Manucure pour 4 femmes
Manucure pour 4 femmes (France) ou Maman et fifille sont chez le coiffeur (Québec) (Four Great Women and a Manicure) est le 20e épisode de la saison 20 de la série télévisée Les Simpson. Cet épisode est celui avec la pire audience de toute l'histoire de la série avec 5,16 millions de téléspectateurs.

## Synopsis
Pour passer le temps lors d'une séance de manucure où Marge a emmené Lisa, Marge tente, au travers de quatre histoires différentes de prouver qu'une femme ne peut se passer d'un homme. La première histoire parle d'Élisabeth Ire et de sa recherche frénétique d'un roi consort. La reine est jouée par Selma Bouvier.
La seconde histoire traite de Blanche Neige, bien que la version de Groening soit un détournement d'une partie des contes des frères Grimm. Lisa campe le rôle de Blanche Neige.
La troisième histoire est inspirée de Macbeth. Marge incite Homer à assassiner l'ensemble des membres de la troupe de théâtre pour obtenir le rôle-titre. À la fin, Homer obtient le rôle mais, consterné de se retrouver seul devant une salle vide à la fin du spectacle, préfère se suicider et rejoindre la troupe.
La dernière histoire porte sur Maggie qui est comparée à l'architecte Howard Roark, personnage du best-seller La Source vive d'Ayn Rand. Maggie Roark se bat pour réaliser des projets d'architectures grandioses. Cette histoire démontre surtout l'intelligence de la benjamine de la famille, qui, lors du procès organisé par le directeur de la crèche, adresse un plaidoyer sur la condition des bébés.